# Nørreport station
Nørreport station är en helt underjordisk järnvägsstation vid platsen för Nørreport i Köpenhamn. Stationen öppnades 1918, metron tillkom 2002. Den var 2023 Danmarks mest använda järnvägsstation med cirka 65 000 påstigande per dag i snitt, varav cirka 33 000 reste med metron och cirka 32 000 med S-tåg och regionaltåg.
Stationen har genom sitt centrala läge en stor betydelse för pendeltågstrafiken (S-tog). Även Öresundståg stannar vid Nørreport. Det är en viktig bytesplats till metro. För dem som vill gå till affärsgatorna Strøget och granngator är Nørreport lämplig eftersom man kommer direkt till gågatan Købmagergade, som också leder vidare till Strøget.
Det finns sammanlagt sex spår (inklusive metrons två spår) och tre perronger. En perrong är för regionaltåg inklusive Öresundståg, och en perrong för S-tog. De är parallella och är nedgrävda under en gata. Den tredje perrongen för metron ligger djupare och vinkelrätt mot de övriga.

## Historia
Stationen är uppkallad efter den 1857 rivna stadsporten Nørreport. Stationen anlades i samband med Boulevardbanen och öppnade 1 juli 1918. Redan från början byggdes utrymme för fyra spår, varav de två västra för lokaltåg, även om de två sistnämnda spåren togs i bruk först 1 oktober 1921. År 1934 elektrifierades de två lokalspåren och systemet gavs namnet S-tog. År 1986 elektrifierades även regionaltågsspåren i samband med Kystbanens elektrifiering, men det har fortsatt att gå många dieseltåg.
Metrostationen öppnades 19 oktober 2002 och Nørreport var under 7 månader ändstation för metrotåg österifrån.
Nørreport station byggdes om från 2011 och med återinvigning i januari 2015. Längre perronger skapades för regionaltågen och bättre ventilationssystem installerades. Detta förbättrade den tidigare ganska mörka otrivsamma känslan med dålig luft det ansetts vara på perrongerna (det passerar många dieseltåg). Under åtta månader fram till 22 april 2014 stannade inga regional/Öresundståg på Nørreport, bara S-tåg.

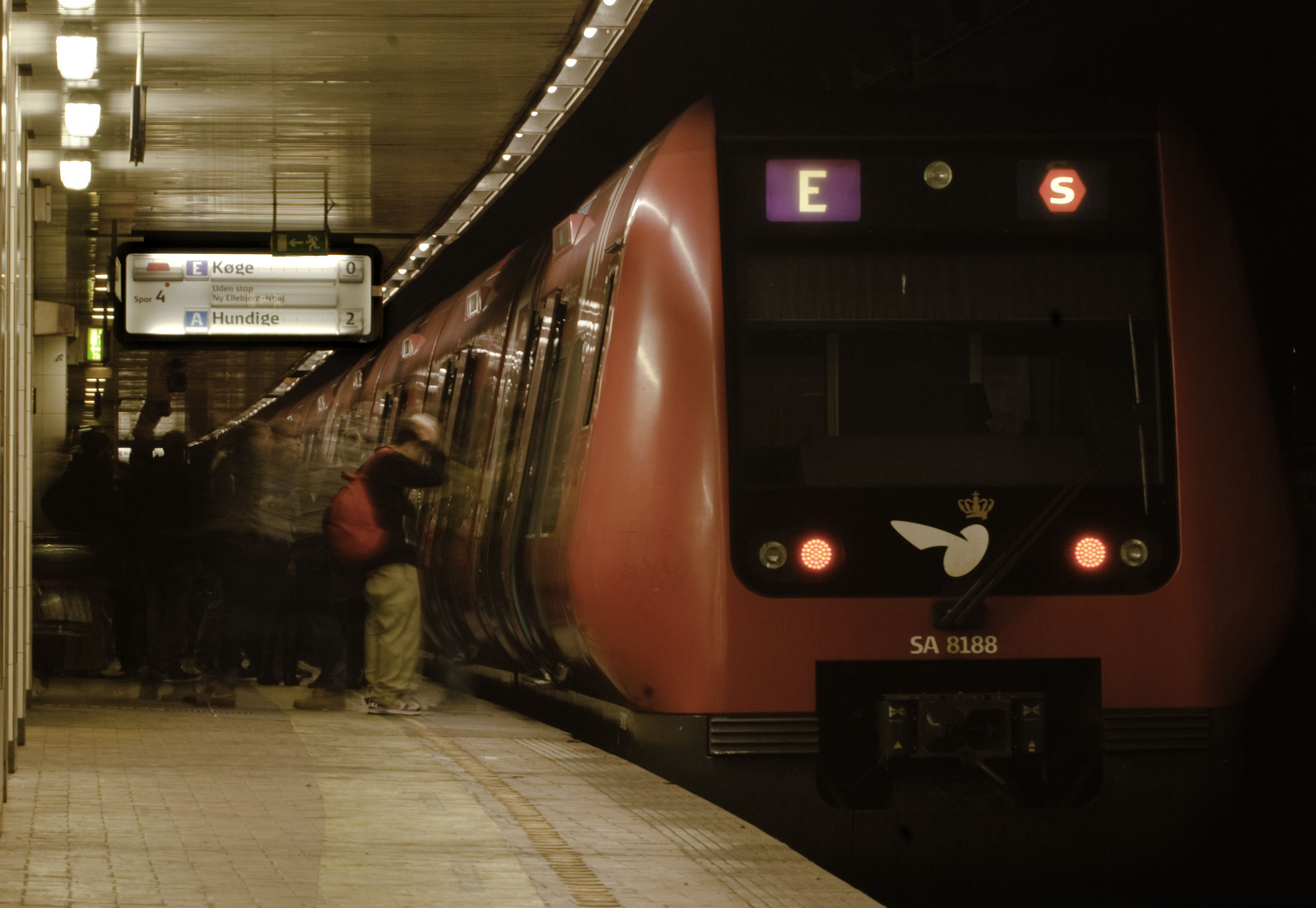
Perrong S-tåg.
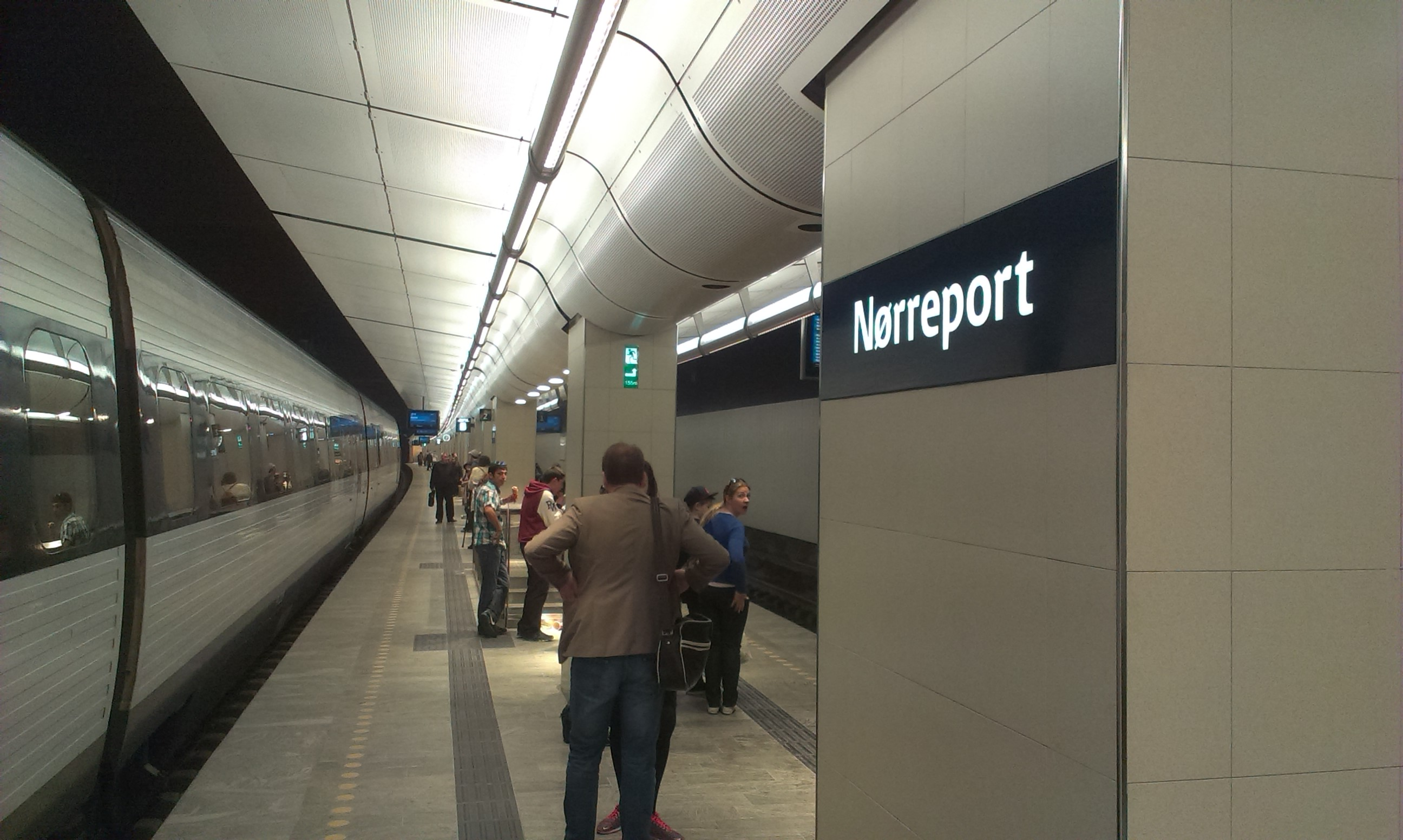
Perrong regionaltåg.
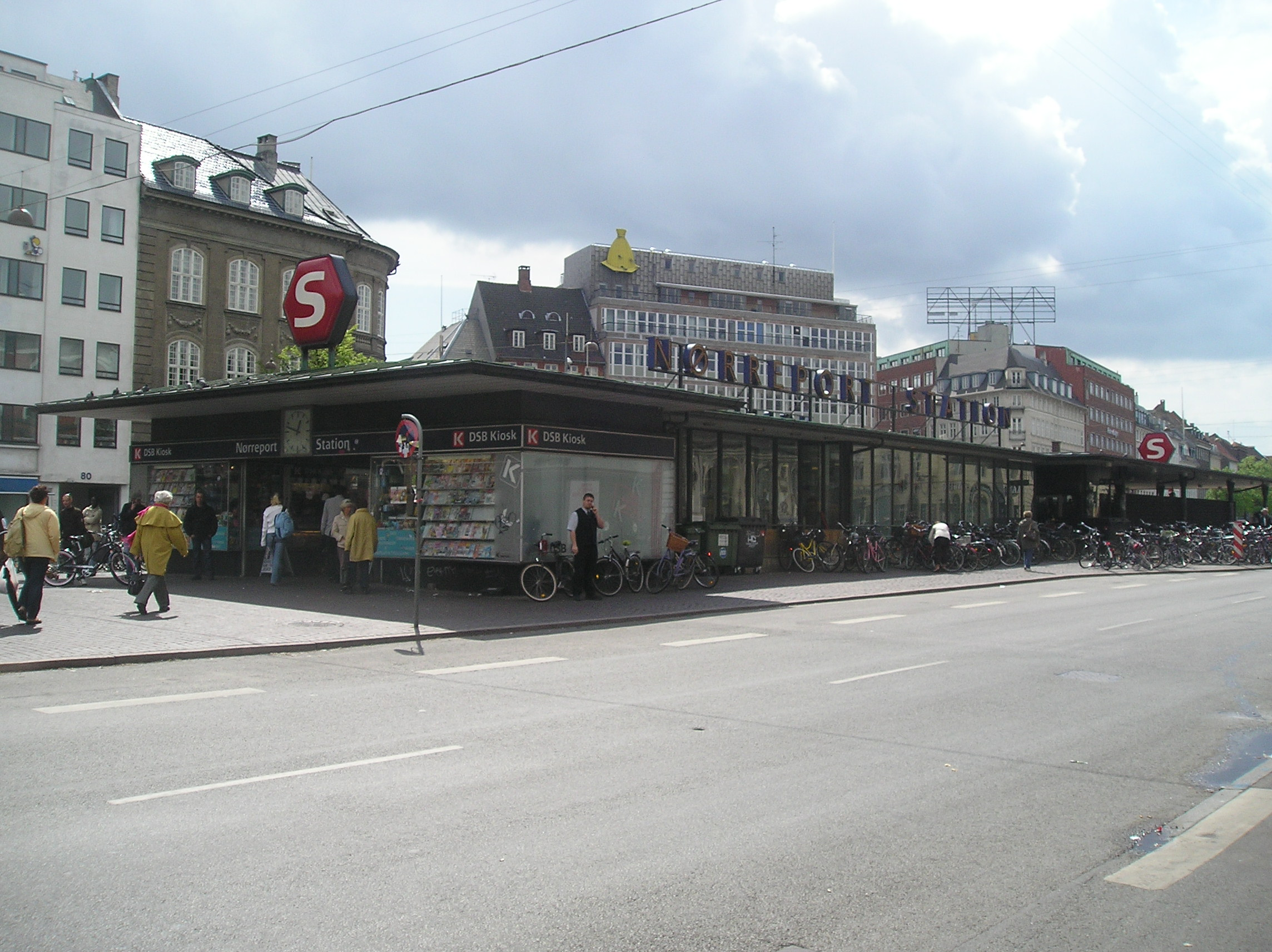
Nedgång till S-tågen 2007 (före ombyggnaden).
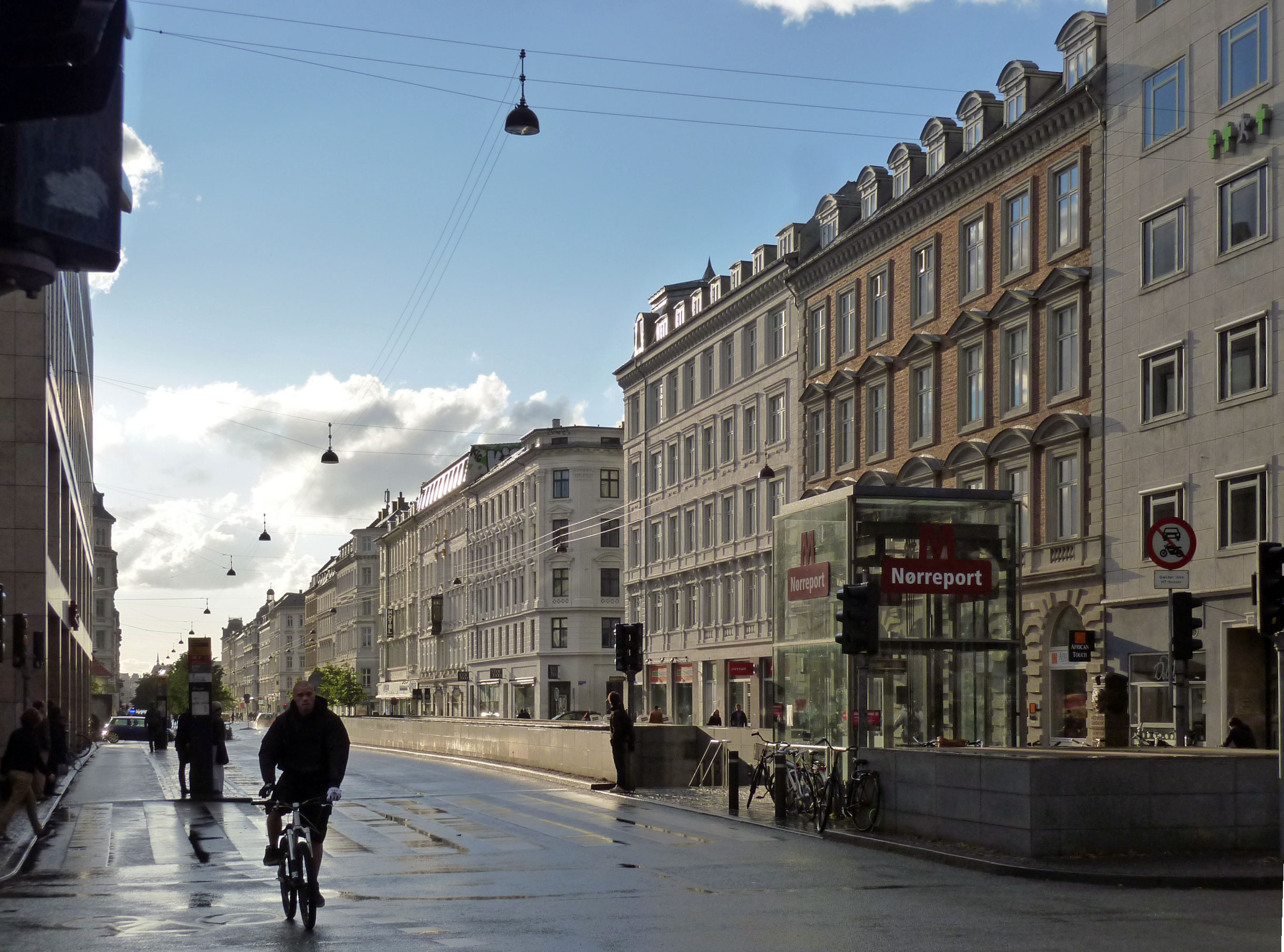
Nedgång till metron.